# Langues torricelli
Pour les articles homonymes, voir Torricelli.
Les langues torricelli sont une famille de langues papoues parlées en Papouasie-Nouvelle-Guinée, dans les monts Torricelli, et dans la région du fleuve Sepik.

## Classification
Les langues torricelli, très nombreuses, sont une famille de langues papoues.

## Liste des langues
La classification interne des langues torricelli :
- Groupe au-olo-elkei
- au
  - sous-groupe olo-elkei 
    - elkei
    - olo
- beli
- Groupe galu-alu
  - alu-sinagen
  - galu
- Groupe kombio-arapesh-urat
  - Sous-groupe arapesh
    - arapesh bumbita
    - mufian-bukiyip-abu 
      - mukiyip-abu

    - arapesh abu'
    - bukiyip
      - muhiang
- Groupe kombio-yambes
  - Sous-groupe kombio
    - aro
    - eitiep
    - kombio

  - aruek
  - yambes
  - urat
- laeko-libuat
- Groupe marienberg
  - buna
  - bungain
  - Sous-groupe elepi-kamasau-marienberg
    - elepi
    - kamasau
    - urimo

  - Sous-groupe mandi-muniwara
    - juwal
    - wiarumus
- minidien
- nabi-metan
- Groupe ningil-yil
  - ningil
  - yil
- maimai
- Groupe heyo-yahang
  - heyo
  - yahang
- siliput
- Groupe palai
  - Sous-groupe bragat-aruop-amol
  - bragat
  - mol
  - srenge
- Groupe yangum-ambrak
  - ambrak
  - sous-groupe yangum
    - yangum dey
    - yangum gel

  - yangum mon
- gnau
- urim
- wanap
- Groupe palai de l'ouest
  - Sous-groupe agi-yeri
    - agi
    - yeri

  - walman
- Groupe wapei de l'ouest
  - sous-groupe one
    - one nord central
      - one inebu
      - one kabore
      - one molmo
      - one du nord

    - one kwamtim
    - one du sud

  - seta
  - seti
- wom
- Groupe yau-yis
  - yau
  - yis

## Sources
- (en) Malcolm Ross, 2005, Pronouns as a preliminary diagnostic for grouping Papuan languages, dans Andrew Pawley, Robert Attenborough, Robin Hide, Jack Golson (éditeurs) Papuan pasts: cultural, linguistic and biological histories of Papuan-speaking peoples, Canberra, Pacific Linguistics. pp. 15–66.
- (en) William A. Foley, 1986, The Papuan Languages of New Guinea, Cambridge Language Surveys, Cambridge, Cambridge University Press (réédition de 1999)  (ISBN 0-521-28621-2).